# 相良頼広
相良 頼広（さがら よりひろ）は、鎌倉時代末期から南北朝時代にかけての武将。鎌倉幕府御家人。相良氏の第5代当主。第4代当主相良長氏の長男。通称は弥三郎。

## 略歴
嘉暦元年（1326年）、父長氏より家督を譲られ、鎌倉幕府より所領である人吉荘、成恒荘らの地頭職に任じられ継承した。しかし父が後見人として残って強い影響力があり、しばらくは惣領としての実権はなかったようである。
元弘の乱が起きると後醍醐天皇勢力に味方し、当時東国にいた頼広は、元弘3年(1333年)の新田義貞の挙兵に馳せ参じて、鎌倉攻めに加わった。山田城主で一族の永留頼常は、このとき奮戦して戦死している。しかし尊良親王が大宰府近くの山で九州の武士団を糾合する旨を出されたことから、頼広はこれに従って新田の陣を離れ、兵を率いて九州に下向した。
球磨から来た弟朝氏と祐長の手勢と合流して、少弐貞経の配下で尊良親王の警護の任についた。その後も度々出兵要請に応じて大宰府に兵を送った。これら功により朝廷は、人吉・成恒の相良家の所領を安堵する宣旨を下し、次いで、肥後国、豊前国の他の相良家所領についても安堵された。
建武元年（1334年）、北条英時の遺臣糸田貞義、養子北条高政を擁して蜂起した際、頼広は豊前上毛郡の成恒にいて、すぐに少弐氏や大友氏が指揮する討伐軍に加わった。
建武3年（1336年）足利尊氏が後醍醐天皇に逆らうと、頼広は新田側の地方武士団と共に、足利家の一族である細川義門の日向国国富荘を攻撃し、尊氏自身の封土である穆佐院（現宮崎市内）を襲い、その部将土持宣栄と戦った。
この頃、球磨郡の所領は長男の定頼に譲っていたようで、各地の相良一族は各々の行動をとっていた。定頼は父長氏と共に北朝に勧誘を受けていたが、球磨郡では、上球磨の多良木氏（相良分家）が南朝側で、別に八代城は（同じく南朝側の）伯耆国名和氏の代官内河義真が抑えていて、身動きが取れなかった。他方で、筑後国の河合荘の地頭相良忠頼は、一色範氏（北朝）に与力して筑後豊福原合戦で奮戦している。
頼広の没年は不明で、建武5年前後にはすでに亡くなっていたようであるが、晩年は急に名前が出てこなくなり、定頼が当主のごとく振る舞っていることから、病気等の何らかの理由で政務がとれなくなったと想像される。家督を譲った時期もよくわかっていない。